# 10 Cloverfield Lane
10 Cloverfield Lane (bra: Rua Cloverfield, 10; prt: 10 Cloverfield Lane) é um filme estadunidense de 2016, dos gêneros suspense e ficção científica, dirigido por Dan Trachtenberg, com roteiro de Josh Campbell, Matthew Stuecken e Damien Chazelle e estrelado por Mary Elizabeth Winstead, John Goodman e John Gallagher, Jr.
O roteiro original chamava-se The Cellar, mas foi mudado durante a produção o que o produtor J. J. Abrams descreveu como um "parente de sangue" do filme Cloverfield, de 2008. Teve uma pré-estreia em Nova Iorque em 8 de março de 2016, e estreou nos Estados Unidos em 11 de março de 2016, e no Brasil e em Portugal em 7 de abril do mesmo ano.

## Sinopse
Após um acidente de automóvel, Michelle acorda no porão de uma casa, cujo dono lhe diz que a salvara de um ataque químico e que ali era o lugar mais seguro possível, pois o ar lá fora estava tóxico.

## Elenco
- Mary Elizabeth Winstead como Michelle[9]
- John Goodman como Howard Stambler
- John Gallagher, Jr. como Emmet, DeWitt
- Bradley Cooper como Ben (voz)
- Suzanne Cryer como Leslie

## Dublagem brasileira
- Estúdio de dublagem: Delart[10]

## Marketing
O título final do filme foi revelado em 15 de Janeiro de 2016, quando um trailer foi anexado às cópias americanas de 13 Horas: Os Soldados Secretos de Benghazi. De forma similar como fora feito com Cloverfield, uma campanha de marketing viral que utilizava elementos de um jogo de realidade alternativa foi usada para promover o filme. Bad Robot iniciou a campanha no início de Fevereiro de 2016, ao atualizar o site Tagruato.jp, que também foi utilizado no filme original. A campanha revela informação adicional sobre o personagem de Howard Stambler e sua filha.

## Recepção

### Bilheteria
O filme arrecadou 72,1 milhões de dólares nos Estados Unidos e 38,1 milhões de dólares em outros países, num total mundial de 110,2 milhões de dólares.

### Crítica
Ten Cloverfield Lane foi bem recebido pela crítica. No Rotten Tomatoes, o filme tem uma média de 90% de aprovação, baseada em 241 críticas, com uma média de 7,4. O consenso crítico do site diz "Inteligente, realizado de forma concreta e com uma tensão palpável, Ten Cloverfield Lane aproveita ao máximo sua locação confinada e o excelente elenco - e sugere uma nova fronteira para franquias cinematográficas." O Metacritic deu ao filme uma nota 76 de 100, baseando-se em 46 críticos, indicando "críticas geralmente favoráveis".

### Público
O público entrevistado do CinemaScore deu ao filme uma média de "B-", em uma escala de A+ a F.